# Leopold Lohniský

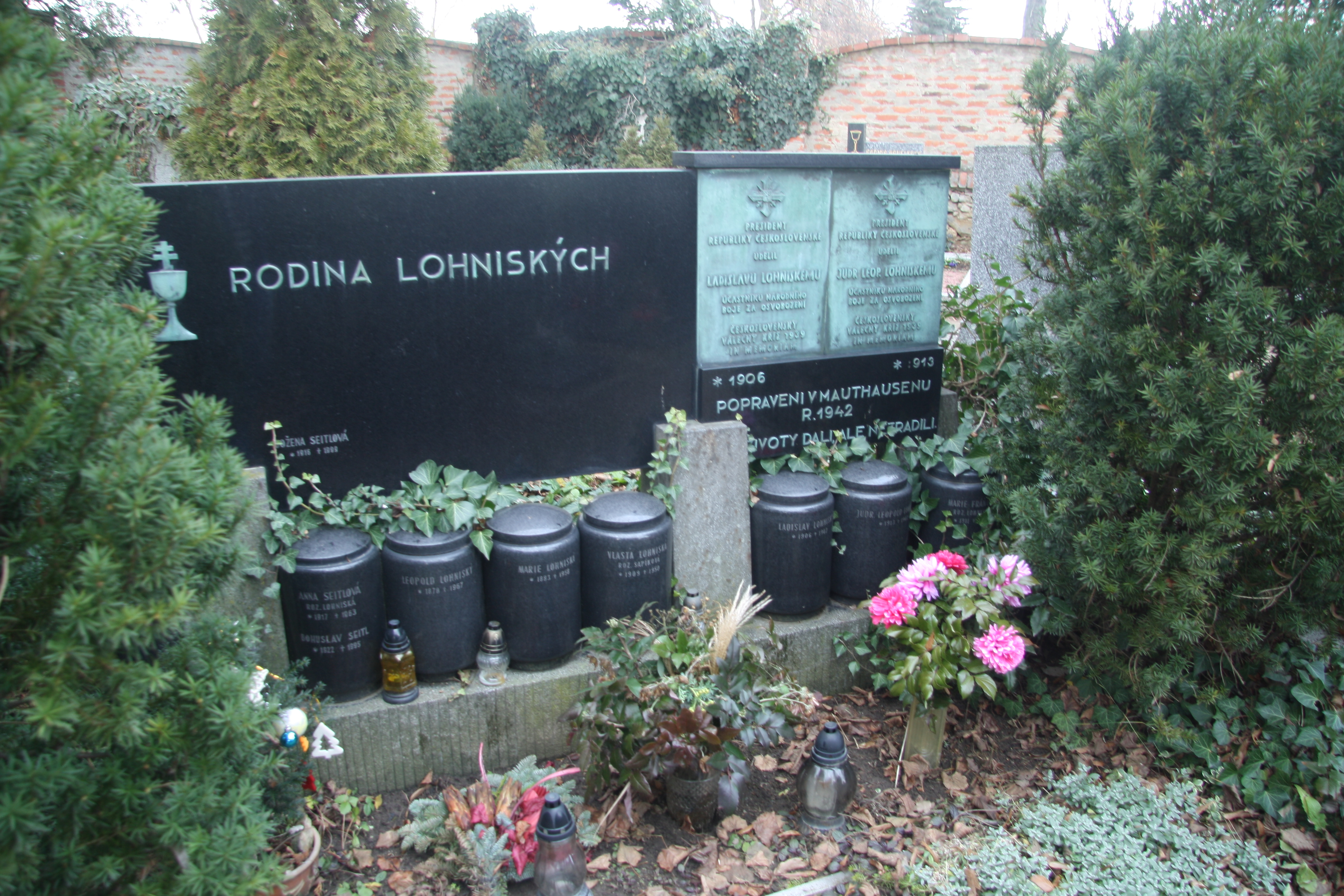
Hrob rodiny Lohniských na husitském hřbitově v Hrotovicích, okr. Třebíč

Leopold Lohniský (19. ledna 1913, Hrotovice – 24. října 1942, Mauthausen) byl český advokát a odbojář.

## Biografie

### Rodina a studium
Leopold Lohniský se narodil v roce 1913 v Hrotovicích, otcem byl Leopold Lohniský, matkou byla Marie Lohniská. Studoval gymnázium ve Znojmě a mezi lety 1933 a 1939 Právnickou fakultu Univerzity Karlovy v Praze, kterou ukončil promocí dne 27. ledna 1939.

### Odbojová činnost
V témže roce ve spolupráci se Štěpánem Bouzarem začal pomáhat československým parašutistům. V domácím protiněmeckém odboji za protektorátu patřil mezi přátele sokolského cvičitele Františka Pecháčka, který zastával funkci zemského velitele sokolské odbojové organizace Jindra.

### Zatčení a útěk
Za svoji podporu protiněmeckým aktivitám byl dne 26. června 1941 zatčen v advokátní kanceláři starosty České obce sokolské JUDr. Jana Kellera, kde působil jako koncipient. Leopold Lohniský byl uvězněn v Kounicových kolejích v Brně. Posléze byl poslán do Vratislavi, kam však nedorazil, protože uprchl při převozu.

### Skrývání
S pomocí rodiny Fráňových se mu podařilo se ukrýt. Postupně se skrýval v Leštině u Zábřehu a Jezeřanech. V Praze se v lednu 1942 setkal se Štěpánem Bouzarem, rozhodli se však z Prahy odejít. V ilegalitě vystupoval pod jménem „Karel Dibelka“ a bydlel v podnájmu u Anny Mužíkové na Žižkově v Melantchonově ulici (Ostromečské) ulici.

### Další útěk
Dne 1. června 1942 byla náhodně kontrolována jeho totožnost na nádraží Těšnov, ale s použitím pistole se mu podařilo uniknout. Skrýval se na Žižkově ve dvoře v Žerotínské ulici číslo 6. Tady jej objevili protektorátní policisté. Komando gestapa, které jej mělo zatknout, vedl tlumočník, účastník výslechů a zatýkání v pražské centrální úřadovně gestapa Josef Chalupský. A byl to právě Chalupský, kdo při přestřelce s Leopoldem Lohniským unikl jeho palbě.

### Zatčení, výslechy, věznění, ...
Zatčení neunikl ani Štěpán Bouzar a ani Leopold Lohniský. Následně byl zatčen i bratr Leopolda Lohniského Ladislav. Všichni zatčení byli vyslýcháni v Praze; Leopold Lohniský zvláště brutálně, neboť se gestapo domnívalo, že se jim podařilo zatknout jednoho z atentátníků na Heydricha. Posléze byli zatčení odvezeni do koncentračního tábora v Terezíně a následně dne 22. října 1942 do KT Mauthausen, kde byli 24. října 1942 popraveni. (Leopold ve 13.48; jeho bratr Ladislav v 13.50.)

### Po druhé světové válce
Leopold Lohniský byl později vyznamenán Československým válečným křížem 1939, jeho jméno je uvedeno také na pomníku obětí druhé světové války v Národním památníku obětí heydrichiády v Praze. Jeho jméno je uvedeno i na památníku obětem 2. světové války na hřbitově v Hrotovicích.